# Països Africans de Llengua Oficial Portuguesa

Em vermell, la localització del PALOP a Àfrica.

Países Africanos de Língua Oficial Portuguesa  (acrònim PALOP) és l'expressió usada com a referència als països africans que tenen el portuguès com a llengua oficial. Són Angola, Cap Verd, Guinea Bissau, Moçambic i São Tomé i Príncep, a més de Guinea Equatorial, que va adoptar l'idioma recentment.
Aquests països venen signant protocols de Cooperació Internacional per al Desenvolupament amb diversos països i organitzacions en els camps de la cultura, educació, economia, diplomàcia i preservació de la llengua portuguesa. Un exemple és el Projecte Suport al Desenvolupament del Sistema Judicial cofinanciat pel govern portuguès.
Està en procés d'estudi i discussió la creació de l'"Escut PFL", una moneda única per a aquests països i Timor-Leste, l'únic país lusòfon d'Àsia, que des de 1999 adopta el Dòlar dels Estats Units com la seva moneda oficial. Escut era el nom de la moneda de Portugal entre 1911 e 2002, la sigla "PFL" seria l'acrònim de "Pacto Financeiro Lusófono".

## FORPALOP
Els líders dels països membres de l'informal "Grup dels Cinc" es van reunir en la "Cimera Constitutiva del Fòrum dels Cinc Països Africans de Llengua Portuguesa", que va tenir lloc a Luanda el 30 de juny de 2014, i van decidir crear el FORPALOP, una organització d'intervenció política i diplomàtica comuna.

## Membres
- Angola (llengües: portuguès, llengües bantus: Kikongo, Umbundu, Kimbundu, Oshivambo
- Cap Verd (llengües: portuguès, crioll capverdià)
- Guinea Bissau (llengües: portuguès, crioll de Guinea Bissau)
- Moçambic (llengües: portuguès, a Moçambic es parlen diverses llengües nadiues, totes de la gran família de llengües bantus, les principals són: makua, parlada pel 26,3% de la població, Tsonga (11,4%), elomwe (7,9%), Shona, Ronga, eChuwabo, Ñanya, Chope, BiTonga, Sena, Ñungwe, eKoti, ciYao, Makonde i Mwani. També, al nord del país es parla el swahili)
- São Tomé i Príncipe (llengües: portuguès, fang)
- Guinea Equatorial (llengües: castellà, portuguès, francès, fang, bubi, ibo).